# Revolverheld
A Revolverheld egy német rockzenekar. 2003 nyarán, Hamburgban alapították, eredetileg Manga néven. A 2004-es indiai óceáni katasztrófa után Tsunamikillerre változtatták a nevüket, ám nem sokkal később felvették a Revolverheld nevet, amit a mai napig használnak.

## Történet
A Donots, Silbermond és Udo Lindenberg előzenekaraként kezdték pályafutásukat. Találkoztak Sacha Stadlerrel, aki felkarolta őket, és egyből tető alá hozott egy lemezszerződést a Sony BMG-nél. Stadler azóta is a menedzserük.
2005-ben jött ki első albumuk, Revolverheld címmel. Több, mint 100.000 eladott lemezt produkáltak, csak Németországban! Az első kislemez Generation Rock címmel ugyanezen év nyarán lett hallható a rádiókban. A második dal, a Die Welt steht still már kiadásának első hetében a német listák élére került. 2006. február 3-án, a Freunde bleiben-hez is készült klip. Majd az utolsó dal a Mit dir Chill'n lett. 2006-ban megnyerték az Eins Live Krone díjátadó gálán a legjobb új előadó címet.
2007. május 27-én jött ki második korongjuk Chaostheorie címmel. Az Ich werd' die Welt verändern című dal a 21. helyig tornázta fel magát. Majd következett a Du explodierst, amelynek az a különlegessége, hogy mindössze 5555 példányban gyártották le. Az ehhez a dalhoz készült klipet New Yorkban forgatták. Szeptember 14-én az Unzertrennlich került a képernyőkre, ami a német listán a 45. helyen végzett.

## Diszkográfia

### DVD
- 2010: Live und in Farbe

### Albumok
- 2005: Revolverheld
- 2007: Chaostheorie
- 2010:  In Farbe

### Kislemezek
- 2005: Generation Rock
- 2005: Die Welt steht still
- 2006: Freunde bleiben
- 2006: Mit dir chill'n
- 2007: Ich werd' die Welt verändern
- 2007: Du explodierst
- 2007: Unzertrennlich
- 2008: Helden 2008
- 2010: Spinner
- 2010: Keine Lieblingslieder
- 2010: Halt dich an mir fest
- 2024: Alors on danse

## Külső hivatkozások
- Revolverheld hivatalos honlap